# 金池ターミナル

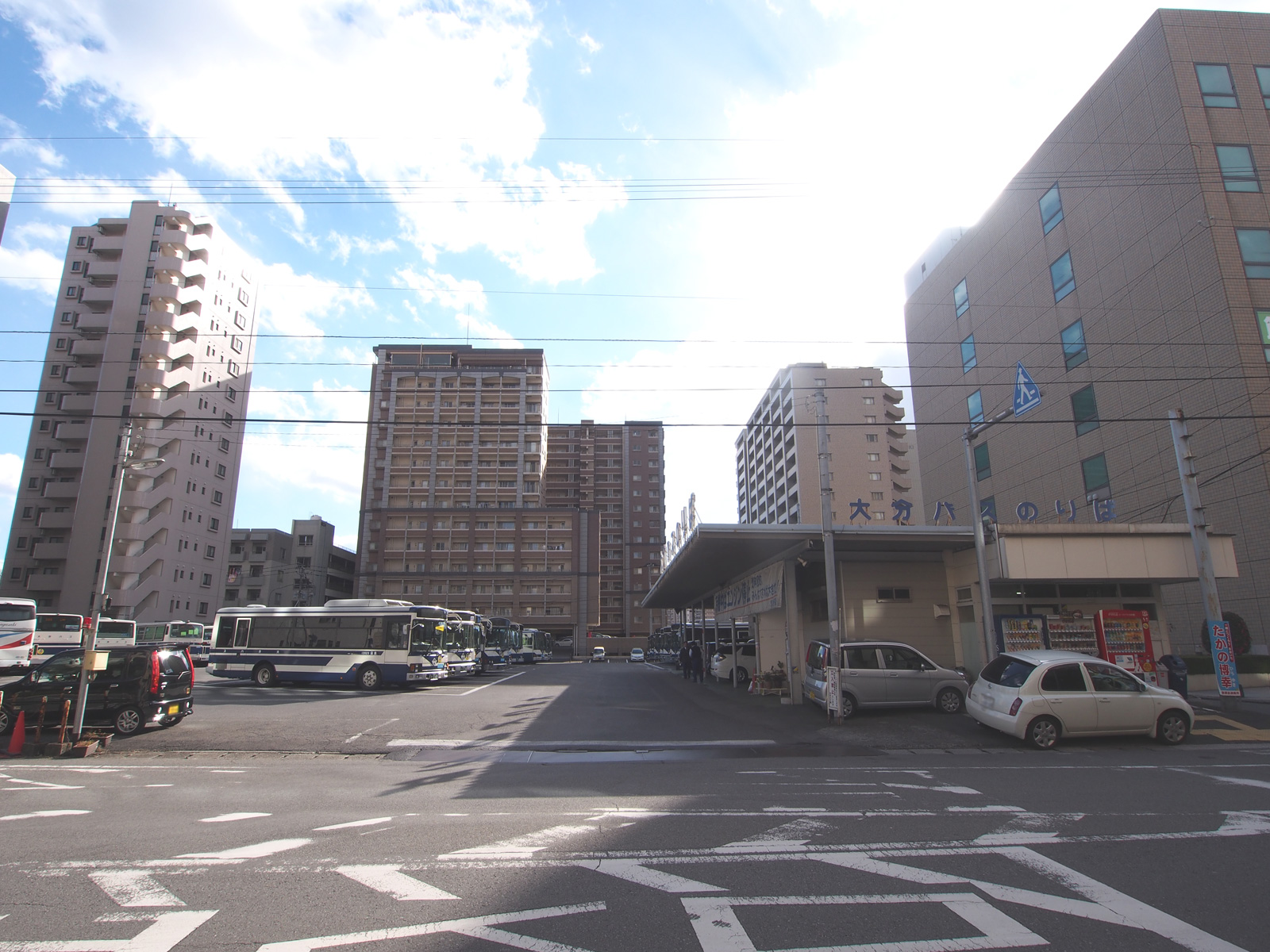
金池ターミナル

金池ターミナル（かないけターミナル）は、大分県大分市金池町2丁目2725の1先にある大分バスのバスターミナルである。
大分バスの市内一般路線バスの一部や、大分バスが共同運行する高速バス、特急バスの一部が発着する。ただし、本ターミナルに発着する路線は限られており、大分市中心部では一般路線バスは中央通り及び大分駅前、高速バス、特急バスは中央通り及び要町が中心的な停留所として機能している。

## 発着路線

### 一般路線バス（大分バス）
大道経由府内大橋方面行き（基幹経路「G」「H」）のうち、大分市外に向かう長距離線の起点となっている。なお、各線とも上り方向の終点は県庁正門前停留所であり、本ターミナルは経由しない。
- G51：大分 - 大道 - 府内大橋 - 宮崎 - 判田橋 - 戸次 - 榎峠 - 吉野 - 臼杵石仏 - 辻口 - 臼杵駅・臼杵港フェリーターミナル
- H51：大分 - 県病 - 府内大橋 - 宮崎 - 判田橋 - 戸次 - 榎峠 - 吉野 - 臼杵石仏 - 辻口 - 臼杵駅・臼杵港フェリーターミナル

- G73：大分 - 南太平寺 - 県病入口 - 府内大橋 - 宮崎 - 判田局前 - 戸次 - 筒井 - 犬飼久原 - 野津南 - 風連鍾乳洞入口 - 番匠 - 大手前 - 佐伯駅（急行・さざんか）
- H73：大分 - 南太平寺 - 県病 - 府内大橋 - 宮崎 - 判田局前 - 戸次 - 筒井 - 犬飼久原 - 野津南 - 風連鍾乳洞入口 - 番匠 - 大手前 - 佐伯駅（急行・さざんか）

- H74：大分 - 南太平寺　-　県病 - 府内大橋 - 宮崎 - 判田局前 - 戸次 - 筒井 - 犬飼久原 - 野津南 - 風連鍾乳洞入口 - 番匠 - コスモタウン - 大手前 - 佐伯駅（急行・さざんか）

### 特急バス
- 大分 - 竹田 - 阿蘇 - 熊本「やまびこ号」（熊本行きのみ。大分行きの終点は県庁正門前であり、本ターミナルは経由しない[5]）

九州産交バスと共同運行

## 周辺
- 大分駅
- コンパルホール
- 大分バス本社
- 大分県庁
- 大分市役所
- 大分合同新聞本社
- 大分銀行本店
- トキハ本店
- 九州電力大分支店営業所
- 東横イン大分駅前
- 国道10号線

## その他
- 過去、乗り場は1、2番乗り場 3、4番乗り場、 5、6番乗り場 7、8番乗り場に分けられており、各乗り場毎に待ち合わせのベンチ、ステンレス製の改札ゲートが設置されていた。

　コンパルホール側入口左側に乗車券、回数券売場、定期券予約、小荷物引き受けの窓口があった。
　長距離便発着となる5、6番乗り場の前に、昭和63年まで、トキハ１階バス乗り場前と同じく「レストラン・旅」があったが、その後弁当チェーンの「かまどや」が開店した。